# Angela Yuen
Angela Yuen Lai Lam (caratteri cinesi: 袁澧林; Hong Kong, 25 ottobre 1993) è un'attrice e modella hongkonghese.

## Biografia
Yuen è nata il 25 ottobre 1993 a Hong Kong. È cresciuta a Sha Tau Kok e successivamente si è laureata in contabilità all'Università Battista. Ha iniziato a lavorare come modella e ha ottenuto il suo primo ruolo televisivo importante nella telenovela We I U nel 2016. È diventata nota al pubblico grazie al ruolo in Our Seventeen e Margaret & David - Ex l'anno successivo.
È stata scelta per il film The Narrow Road del 2022. È stata nominata per il premio Golden Horse Film Festival come miglior attrice protagonista e quello del Hong Kong Film Awards come migliore attrice, per la sua esibizione.